# Domplatz (Halle)

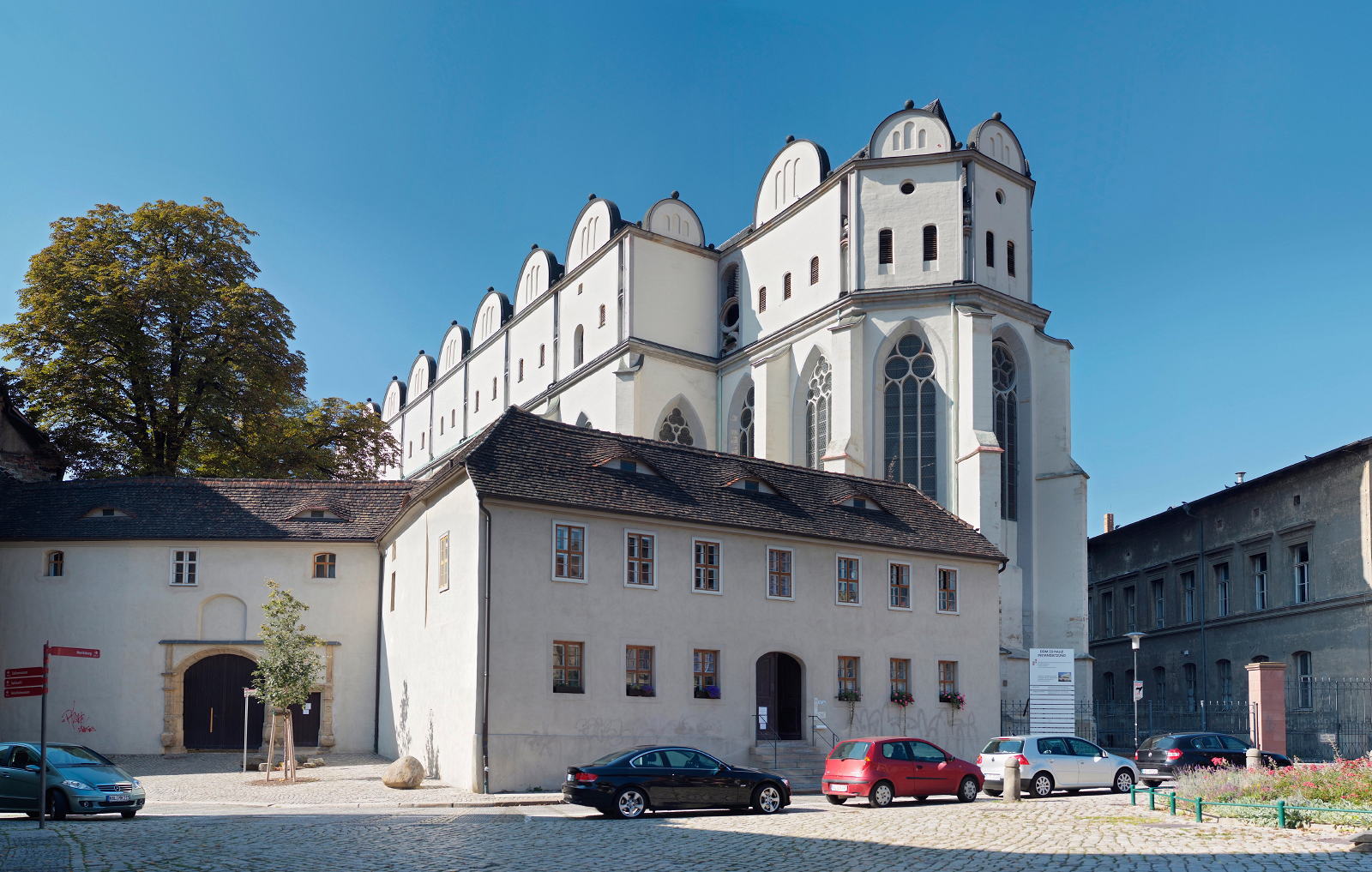
Domchorpolygon und Küsterhaus

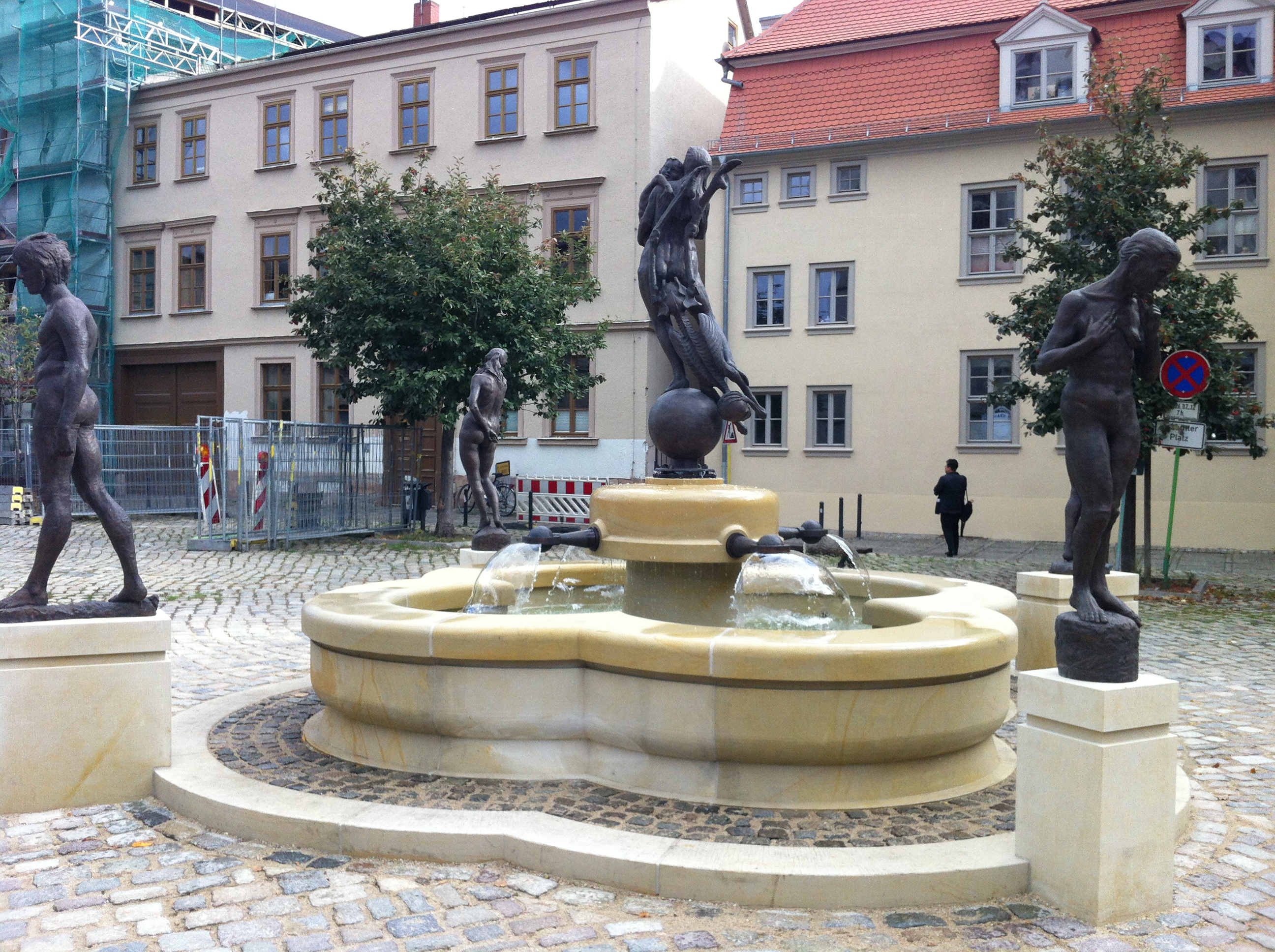
Lebenskreis-Brunnen, auch Brühmann-Brunnen, auf dem Domplatz

Der Domplatz in Halle (Saale) liegt am Westrand der Altstadt. Historisch ist der Platz einer der möglichen Standorte des bereits 806 erwähnten Kastell „Halla“ und damit einer der frühesten Siedlungskerne Halles. Seit dem Mittelalter befand sich hier der Standort eines Dominikanerklosters, dessen Klosterkirche zum Halleschen Dom umgebaut wurde. Im 16. Jahrhundert wurde der Platz durch Kardinal Albrecht von Brandenburg im Zusammenhang mit dem Umbau des Doms erweitert. 
Die Raumkanten geben dem Platz eine nahezu rechteckige Form; die ausschließlich an den Ecken einmündenden Straßen verleihen den Eindruck einer räumlichen Geschlossenheit. 
Zu den Gebäuden, die den Domplatz umrahmen, gehören:
- die Neue Residenz mit Allerheiligenkapelle an seiner Südwestecke (errichtet 1531),
- der Hallesche Dom, 1271 gegründet,
- die sogenannte Neue Kanzlei (ehemalige erzbischöfliche Kammer, aus dem 16. Jahrhundert; Domplatz 1),
- das Domküsterhaus (errichtet um 1800, Domplatz 3),
- das Zentralmagazin Naturwissenschaftlicher Sammlungen (Martin-Luther-Universität) (Domplatz 4) und
- ein um 1800 errichtetes großes Fachwerkhaus (Domplatz 9).

In der Platzmitte befand sich ein 1536 fertiggestellter, zum Dom gehöriger Glockenturm in Form eines Campanile. Der Turm wurde bereits 1541 wieder abgetragen.
Im Jahr 2012 wurde auf der Platzmitte ein Brunnen nach Entwürfen des halleschen Künstlers Horst Brühmann errichtet.